# Kunzea capitata
Kunzea capitata är en myrtenväxtart som först beskrevs av James Edward Smith, och fick sitt nu gällande namn av Gustav Heynhold. Kunzea capitata ingår i släktet Kunzea och familjen myrtenväxter. Inga underarter finns listade i Catalogue of Life.